# Arouna Sangante
Pour les articles homonymes, voir Sangante.
Arouna Sangante, né le 12 avril 2002 à Mbao au Sénégal, est un footballeur sénégalais évoluant au poste de défenseur central au Havre AC.

## Biographie

### En club
Né à Mbao au Sénégal, Arouna Sangante est le cousin de Opa Sanganté , il est formé en France, notamment au Red Star FC avant de rejoindre Le Havre AC en mai 2017, où il poursuit sa formation.
Sangante joue son premier match en professionnel le 19 janvier 2021, à l'occasion d'une rencontre de coupe de France face au Paris FC. Il est titularisé et son équipe s'incline par un but à zéro ce jour-là. 
Le 31 décembre 2021, Arouna Sangante signe son premier contrat professionnel avec Le Havre. Il est alors lié au club jusqu'en juin 2025,. Sangante inscrit son premier but en professionnel le 19 avril 2022, lors d'une rencontre de championnat face à l'Amiens SC. Il est titularisé et son équipe l'emporte par deux buts à zéro,.
Il devient ensuite titulaire indiscutable avec son club formateur et est sacré champion de France de Ligue 2 et membre de l'équipe type du championnat en 2023. Le 27 juillet 2023, Sangante prolonge son contrat d'un an avec le HAC.
Sangante est nommé capitaine du Havre lors de la saison 2023-2024, ce qui fait de lui, à 21 ans, le plus jeune capitaine du championnat,.

## Statistiques
| Saison                | Club                  | Championnat           | Championnat | Championnat | Championnat | Coupe(s) nationale(s) | Coupe(s) nationale(s) | Coupe(s) nationale(s) | Total | Total | Total |
| Saison                | Club                  | Division              | M.          | B.          | P.d.        | M.                    | B.                    | P.d.                  | M.    | B.    | P.d.  |
| 2020-2021             | Le Havre AC           | Ligue 2               | 1           | 0           | 0           | 1                     | 0                     | 0                     | 2     | 0     | 0     |
| 2021-2022             | Le Havre AC           | Ligue 2               | 32          | 1           | 0           | 2                     | 0                     | 0                     | 34    | 1     | 0     |
| 2022-2023             | Le Havre AC           | Ligue 2               | 35          | 3           | 2           | -                     | -                     | -                     | 35    | 3     | 2     |
| 2023-2024             | Le Havre AC           | Ligue 1               | 30          | 0           | 0           | 1                     | 0                     | 0                     | 31    | 0     | 0     |
| 2023-2024             | Le Havre AC           | Ligue 1               | 16          | 3           | 0           | -                     | -                     | -                     | 16    | 3     | 0     |
| Total sur la carrière | Total sur la carrière | Total sur la carrière | 114         | 7           | 2           | 4                     | 0                     | 0                     | 118   | 7     | 2     |

## Palmarès
- Le Havre AC
  - Champion de France de Ligue 2 en 2023

## Distinctions personnelles
- Trophées UNFP du football 2023
  - Membre de l'équipe type de Ligue 2[12]